# بينيام جيرماي
بينيام جيرماي (مواليد 2 أبريل 2000) هو دراج إريتري عضو في فريق انترمارشي وانتي جوبيرت ماتيرو.

## وصلات خارجية
- بينيام جيرماي على موقع الاتحاد الدولي للدراجات (الإنجليزية)
- بينيام جيرماي على موقع أرشيف الدراجات (الإنجليزية)
- بينيام جيرماي على موقع إحصائيات الدراجات الإحترافية (الإنجليزية)
- بينيام جيرماي على موقع نسبة الدراجات (الإنجليزية)
- بينيام جيرماي على موقع أوليمبيديا (الإنجليزية)